# 米切爾維爾 (馬里蘭州)
米切爾維爾（英語：Mitchellville）是位於美國馬里蘭州佐治王子縣的一個普查規定居民點。

## 人口
根據2020年美國人口普查的數據，米切爾維爾的面積為12.84平方千米，當中陸地面積為12.79平方千米，而水域面積為0.05平方千米。當地共有人口11136人，而人口密度為每平方千米867.29人。